# Мала вас (община Добреполе)
Вижте пояснителната страница за други значения на Мала вас.
Мала вас (на словенски: Mala vas) е село в Словения, регион Средна Словения, община Добреполе. Според Националната статистическа служба на Република Словения през 2015 г. селото има 142 жители.